# فلات سیورما
فلات سیورما (روسی: плато Сыверма) یک فلات کوهستانی در سرزمین کراسنویارسک در سیبری روسیه است که بخشی از فلات سیبری مرکزی به‌شمار می‌رود. بخش عمده این فلات غیرمسکونی است.

## جغرافیا
فلات سیورما در مرکز سرزمین کراسنویارسک قرار دارد. این فلات در شمال با فلات پوتورانا ادغام شده و مرز غربی آن با فلات تونگوسکا به درستی تعیین نشده‌است. فلات سیورما در غرب به فلات ویلیوی منتهی می‌شود.
میانگین ارتفاع سطح فلات سیورما بین ۶۰۰ تا ۹۰۰ متر است.

## زمین‌شناسی
از دید زمین‌شناختی، فلات سیورما از سنگ‌های آتشفشانی دوره تریاس تشکیل شده‌است.